# Dmitriy Dobroskok
Dmitriy Dobroskok (en russe : Дмитрий Михайлович Доброскок), né le 1er mars 1984 à Bouzoulouk, est un plongeur russe spécialiste du haut vol.

## Carrière
Participant aux Jeux olympiques d'été de 2008, il remporte une médaille de bronze en plateforme à 10 mètres en synchronisé avec Gleb Galperin.
Il est également champion du monde en synchronisé à Montréal en 2005.